# 三井生命ファルコンズ (女子バスケットボール)
三井生命ファルコンズ（みついせいめいファルコンズ、英: Mitsui Life Falcons）は、かつて存在した日本の女子バスケットボールチーム。本拠地は千葉県柏市。Wリーグに所属していた。

## 歴史
1946年に三井生命保険女子バスケットボール部として結成。本拠地は千葉県柏市に置いた。
第1回日本リーグ参加チームのひとつ。一時は実業団リーグ降格も1979・80年の実業団大会で2年連続準優勝に輝いた。
1997年より愛称を「ファルコンズ」とする。
1999年発足のWリーグにも参戦したが、2000-01シーズンは入れ替え戦に回る。
男子が休部となった1999年以降も活動を続けたが、2002年に休部。

## 歴代所属選手
- オルガ・ヤコヴレヴァ
- 諏訪真希子
- 渡部美代子